# I Just Can't Stop Loving You
"I Just Can't Stop Loving You" é uma canção do famoso cantor e compositor americano Michael Jackson, lançado mundialmente em 20 de julho de 1987, figurando como o aguardado 1º single do seu sétimo álbum solo, Bad, sucessor do extremamente bem sucedido álbum Thriller, 1982. Foi escrita por Michael, e conta com a participação da então iniciante cantora Siedah Garrett.
Não foi gravado nenhum videoclipe para essa canção, ao contrário dos singles posteriores, também lançandos para promover o álbum.

## Versões
Existem quatro versões diferentes de "I Just Can't Stop Loving You": Duas em inglês (em uma a canção inicia-se com Michael sussurando e outra, a mais conhecida, isto é, a que está presente no álbum), e em francês e em espanhol. Em 2011, a canção apareceu num mashup com a música You Are Not Alone no disco Immortal.

## Comercialmente
"I Just Can't Stop Loving You" estreou na 37ª posição na Hot 100 da Billboard americana e, consequentemente teve a melhor estreia de 1987. Em sua segunda semana já estava na 16ª posição e em sua terceira estava já em 1º.
Também alcançou a 1ª posição na parada de singles inglesa.

## Ao vivo
Michael Jackson apresentou "I Just Can't Stop Loving You" ao vivo em suas Bad World Tour (com a participação de Sheryl Crow, uma de suas backing vocals, na parte em que Siedah canta), Dangerous World Tour (com a participação da própria Siedah) e cantaria na turnê  This Is It (série de 50 shows que ocorreria em 2009/2010, cancelada devido a sua morte) com a participação de sua backing vocal Judith Hill.

## Desempenho nas paradas musicais
| Parada musical (1987)                   | Posição        |
| --------------------------------------- | -------------- |
| Australian Singles Chart                | 1              |
| Austrian Singles Chart                  | 1              |
| Belgium Singles Chart                   | 1              |
| Canadian Singles Chart                  | 2              |
| Danish Singles Chart                    | 1              |
| Dutch Singles Chart                     | 1              |
| Eurochart Hot 100 Singles               | 1              |
| French Singles Chart                    | 1              |
| German Singles Chart                    | 1              |
| Irish Singles Chart                     | 1              |
| Italian Singles Chart                   | 1              |
| Japan Singles Chart                     | 1              |
| RIANZ Singles Chart                     | 3              |
| Norwegian Singles Chart                 | 1              |
| Spanish Singles Chart                   | 1              |
| Swedish Singles Chart                   | 1              |
| Swiss Singles Chart                     | 1              |
| UK Singles Chart                        | 1              |
| Billboard Hot 100                       | 1              |
| Billboard Hot Adult Contemporary Tracks | 1              |
| Billboard Hot R&B/Hip-Hop Songs         | 1              |
| Global Track Chart                      | 1              |
| Parada musical (2009)                   | Melhor posição |
| Suíça Swiss Singles Chart               | 40             |
| Reino Unido UK Singles Chart            | 78             |